# Achille Farines
Achille Farines, né le 16 février 1825 à Rivesaltes (Pyrénées-Orientales) et mort le 3 mai 1883 au Havre (Seine-Maritime), est un homme politique français.

## Biographie
Négociant à Rivesaltes, il est maire de la ville après le 4 septembre 1870, jusqu'en février 1871 puis de 1878 jusqu'en 1882. Il est élu sénateur, républicain, des Pyrénées-Orientales en février 1882. Mis en faillite par le tribunal, il est contraint à la démission dès le 15 mai 1882.
En 1858, il fait partie, avec Prosper Auriol, Lazare Escarguel, Jean Laffon, Pierre Lefranc, Paul Massot et Paulin Testory, des hommes qui relancent le journal L'Indépendant.

## Mandats
Maire de Rivesaltes
- 1870 - 2 février 1871
- 1878 - 1882

## Sources
- « Achille Farines », dans Adolphe Robert et Gaston Cougny, Dictionnaire des parlementaires français, Edgar Bourloton, 1889-1891 [détail de l’édition]
- Gérard Bonet, « Farines (Achille, François, Hector, Joseph) », dans Nouveau Dictionnaire de biographies roussillonnaises 1789-2011, vol. 1 Pouvoirs et société, t. 1 (A-L), Perpignan, Publications de l'olivier, 2011, 699 p. (ISBN 9782908866414)